# Лужный, Олег Романович
Оле́г Рома́нович Лу́жный (укр. Олег Романович Лужний; род. 5 августа 1968, Львов) — советский и украинский футболист, тренер. Мастер спорта международного класса (1991).

## Биография

### Клубная карьера
В начале своей карьеры играл за «Торпедо» (Луцк) (1985—1988) и «СКА Карпаты» (Львов) (1988).
С 1989 года — игрок киевского «Динамо», играл на позиции правого защитника, выиграв чемпионат и Кубок СССР в 1990 году и чемпионат Украины семь раз подряд с 1993 по 1999 годы. Капитан лигочемпионовского состава «Динамо», который победил «Барселону» 7:0 по сумме двух матчей и одержал суммарную победу 3:1 над «Реалом» (Мадрид) на пути к полуфиналу ЛЧ сезона 1998/99. Всего же в составе киевского клуба на его счету 348 матчей и 14 забитых голов во всех турнирах.
Летом 1999 года он подписал 3-летний контракт с одним из ведущих на тот момент клубов Англии — лондонским «Арсеналом», получив футболку с 22-м номером, сумма трансфера составила 2,9 млн долл.. Арсен Венгер оценил игру Лужного во время матчей лондонцев против «Динамо» в Лиге чемпионов, где киевляне победили с общим счётом 4:2. Предполагалось, что Олег заменит Ли Диксона, однако он так и не смог окончательно вытеснить из состава игрока сборной Англии. Хотя Лужный и нерегулярно попадал в стартовый состав (молодой испано-камерунец Лорен был приобретён в следующем году как долгосрочная замена Диксона), он сыграл в клубе 110 матчей в течение четырёх лет, чаще всего на правом фланге защиты, но иногда ему приходилось играть и в центре, и на левом фланге, а однажды он вывел команду на поле с капитанской повязкой в игре за Кубок лиги. В сезоне 2001/02 он выиграл «дубль» (Премьер-лигу и Кубок Англии) в составе «Арсенала». Последним матчем Лужного за «Арсенал» стал финал кубка Англии против «Саутгемптона» в 2003 году в котором он был признан лучшим игроком матча.
Летом 2003 года Лужный подписал контракт с «Вулверхэмптон Уондерерс», который только завоевал право играть в Премьер-лиге, и провёл там один сезон, сыграв всего лишь десять матчей. Он оставил «волков» летом 2004 года и в 2005 году совсем недолго был играющим тренером латвийского клуба «Вента» (Кулдига), но покинул его в 2006 году и завершил карьеру игрока.

### Карьера в сборной
Уже в 20-летнем возрасте Лужный дебютировал в сборной СССР, за которую сыграл 8 матчей в 1989—1990 годах, но вынужден был пропустить чемпионат мира 1990 из-за травмы. После распада Советского Союза Лужный выступал за сборную Украины, в которой дебютировал в первом её матче (против Венгрии, в 1992 году). Всего сыграл за неё 52 матча, но так и не попал с ней в финальную часть чемпионатов мира и Европы — Украина трижды выбывала на стадии плей-офф отборочных соревнований.
Лужный был капитаном сборной Украины 39 раз, что является национальным рекордом, и тем самым получил признание среди своих соотечественников. В декабре 2000 года еженедельник «Украинский футбол» включил его в символическую сборную Украины XX столетия по результатам всенародного опроса. По количеству набранных голосов Лужный уступил лишь Олегу Блохину, Андрею Шевченко и Анатолию Демьяненко.

### Тренерская карьера

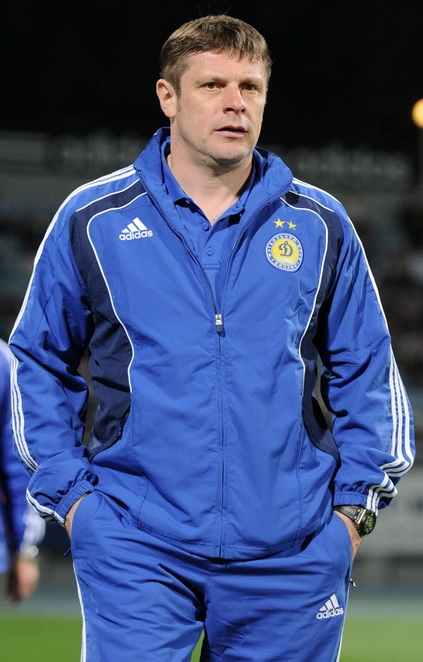
Олег Лужный в 2010 году

В мае 2006 года Лужный стал помощником тренера киевского «Динамо». С ноября до декабря 2007 года, после того, как Йожеф Сабо покинул свой пост, исполнял обязанности главного тренера клуба. После назначения Юрия Сёмина, начиная с января 2008 года Лужный вновь стал помощником главного тренера. После ухода в 2009 году Сёмина и назначения Валерия Газзаева, сохранил этот пост. Но через год, после увольнения Газзаева, Лужный в очередной раз стал исполняющим обязанности главного тренера. На этом посту он достиг неоднозначных результатов: с одной стороны, Лужный вывел «Динамо», после крайне неудачного старта, в плей-офф Лиги Европы 2010/11 с первого места в группе и сохранил участие в Кубке Украины; с другой стороны, «Динамо» увеличило отставание от «Шахтера» с пяти до 12 очков.
В июне 2012 года возглавил симферопольскую «Таврию». По итогам года работы с тренером команда заняла 11-е место в турнирной таблице, что является худшим результатом за последние 10 лет в истории клуба. Поэтому учредители «Таврии» приняли решение не продолжать сотрудничество с тренером.
В январе 2016 возглавил «Карпаты» (Львов). 2 июня 2017 года главным тренером киевского «Динамо» стал Александр Хацкевич, который включил Лужного в список своих ассистентов.

## Личная жизнь
В 1992 году женился на Элеоноре (бывшая артистка ведущего на Украине балета на льду). От первого брака есть две дочери — Ольга и Кристина. В июне 2017 года женился во второй раз, супруга — Юлия.
В 2022 году после вторжения России на Украину вступил в ряды территориальной обороны.
В 2025 году Лужный опубликовал автобиографию на украинском языке под названием «Без компромісів. Чесна історія нашого футболу»
(с укр. — «Без компромиссов. Честная история нашего футбола»).

## Достижения

### Командные
«Динамо» (Киев)
- Чемпион СССР: 1990
- Обладатель Кубка СССР: 1990
- Чемпион Украины (7): 1993, 1994, 1995, 1996, 1997, 1998, 1999
- Серебряный призёр чемпионата Украины: 1992
- Обладатель Кубка Украины (4): 1993, 1996, 1998, 1999

«Арсенал»
- Чемпион Англии: 2002
- Серебряный призёр Чемпионата Англии (3): 2000, 2001, 2003
- Обладатель Кубка Англии (2): 2002, 2003
- Финалист Кубка Англии: 2001
- Финалист Кубка УЕФА: 2000

Сборная СССР
- Победитель молодёжного чемпионата Европы: 1990

### Личные
- В списках 33 лучших футболистов сезона в СССР (2): № 3 (1989, 1991)
- В списках лучших футболистов Украинской ССР[укр.]: № 2 (1989)
- Обладатель приза «Лучшему дебютанту» чемпионата СССР 1989 года
- Мастер спорта международного класса (1991)
- Наибольшее количество матчей за сборную Украины в ранге капитана
- Символическая сборная Украины XX века (опрос еженедельника «Український футбол»): 2000

### Награды
- Орден «За заслуги» III (1998)[10]

## Статистика

### Клубная
| Клуб             | Сезон            | Чемпионат | Чемпионат | Кубок | Кубок | Еврокубки | Еврокубки | Прочие | Прочие | Всего | Всего |
| Клуб             | Сезон            | Игры      | Голы      | Игры  | Голы  | Игры      | Голы      | Игры   | Голы   | Игры  | Голы  |
| ---------------- | ---------------- | --------- | --------- | ----- | ----- | --------- | --------- | ------ | ------ | ----- | ----- |
| Торпедо (Луцк)   | 1985             | 13        | 0         | -     | -     | -         | -         | -      | -      | 13    | 0     |
| Торпедо (Луцк)   | 1986             | 34        | 0         | -     | -     | -         | -         | -      | -      | 34    | 0     |
| Торпедо (Луцк)   | 1987             | 30        | 0         | 3     | 0     | -         | -         | -      | -      | 33    | 0     |
| Торпедо (Луцк)   | 1988             | 11        | 1         | -     | -     | -         | -         | -      | -      | 11    | 1     |
| Торпедо (Луцк)   | Всего            | 88        | 1         | 3     | 0     | -         | -         | -      | -      | 91    | 1     |
| СКА Карпаты      | 1988             | 29        | 0         | -     | -     | -         | -         | -      | -      | 29    | 0     |
| СКА Карпаты      | Всего            | 29        | 0         | -     | -     | -         | -         | -      | -      | 29    | 0     |
| Динамо           | 1988             | -         | -         | 2     | 0     | -         | -         | -      | -      | 2     | 0     |
| Динамо           | 1989             | 27        | 0         | 5     | 0     | 5         | 0         | -      | -      | 37    | 0     |
| Динамо           | 1990             | 12        | 0         | 2     | 0     | 2         | 0         | -      | -      | 16    | 0     |
| Динамо           | 1991             | 28        | 0         | 2     | 0     | 9         | 0         | -      | -      | 39    | 0     |
| Динамо           | 1992             | 13        | 2         | 3     | 0     | -         | -         | -      | -      | 16    | 2     |
| Динамо           | 1992/93          | 26        | 3         | 7     | 1     | 3         | 0         | -      | -      | 36    | 4     |
| Динамо           | 1993/94          | 34        | 1         | 4     | 0     | 2         | 0         | -      | -      | 40    | 1     |
| Динамо           | 1994/95          | 24        | 4         | 5     | 0     | 6         | 0         | -      | -      | 35    | 4     |
| Динамо           | 1995/96          | 24        | 1         | 5     | 0     | 1         | 0         | -      | -      | 30    | 1     |
| Динамо           | 1996/97          | 28        | 2         | 1     | 0     | 2         | 0         | -      | -      | 31    | 2     |
| Динамо           | 1997/98          | 16        | 0         | 4     | 0     | 9         | 0         | -      | -      | 29    | 0     |
| Динамо           | 1998/99          | 21        | 0         | 3     | 0     | 13        | 0         | -      | -      | 37    | 0     |
| Динамо           | Всего            | 253       | 13        | 43    | 1     | 52        | 0         | —      | —      | 348   | 14    |
| Арсенал          | 1999/00          | 21        | 0         | 1     | 0     | 6         | 0         | 3      | 0      | 31    | 0     |
| Арсенал          | 2000/01          | 19        | 0         | 2     | 0     | 8         | 0         | -      | -      | 29    | 0     |
| Арсенал          | 2001/02          | 18        | 0         | 4     | 0     | 3         | 0         | 1      | 0      | 26    | 0     |
| Арсенал          | 2002/03          | 17        | 0         | 2     | 0     | 4         | 0         | 1      | 0      | 24    | 0     |
| Арсенал          | Всего            | 75        | 0         | 9     | 0     | 21        | 0         | 5      | 0      | 110   | 0     |
| Вулверхэмптон    | 2003/04          | 6         | 0         | 2     | 0     | -         | -         | 2      | 0      | 10    | 0     |
| Вулверхэмптон    | Всего            | 6         | 0         | 2     | 0     | —         | —         | 2      | 0      | 10    | 0     |
| Вента            | 2005             | 9         | 0         | -     | -     | -         | -         | -      | -      | 9     | 0     |
| Вента            | Всего            | 9         | 0         | —     | —     | —         | —         | —      | —      | 9     | 0     |
| Всего за карьеру | Всего за карьеру | 460       | 14        | 57    | 1     | 79        | 0         | 7      | 0      | 597   | 15    |

- Прочие — Национальный суперкубок и Кубок Лиги
- Статистика в Кубках СССР и еврокубках составлена по схеме «осень-весна» и зачислена в год старта турниров

### В сборной
| Сборная          | Сезон            | Игры | Голы |
| ---------------- | ---------------- | ---- | ---- |
| СССР             | 1989             | 5    | 0    |
| СССР             | 1990             | 3    | 0    |
| СССР             | Всего            | 8    | 0    |
| Украина          | 1992             | 1    | 0    |
| Украина          | 1993             | 0    | 0    |
| Украина          | 1994             | 5    | 0    |
| Украина          | 1995             | 6    | 0    |
| Украина          | 1996             | 4    | 0    |
| Украина          | 1997             | 6    | 0    |
| Украина          | 1998             | 3    | 0    |
| Украина          | 1999             | 8    | 0    |
| Украина          | 2000             | 5    | 0    |
| Украина          | 2001             | 8    | 0    |
| Украина          | 2002             | 3    | 0    |
| Украина          | 2003             | 3    | 0    |
| Украина          | Всего            | 52   | 0    |
| Всего за карьеру | Всего за карьеру | 60   | 0    |